# Commis (Post)
Ein Commis oder Commis des Postes war im 17. Jahrhundert, seit der Verwaltungsreform von Leonhard II. von Taxis, die von seiner Witwe Alexandrine von Taxis fortgesetzt wurde, ein übergeordneter Postmeister der Kaiserlichen Reichspost, dem mehrere Poststationen mit Posthaltern unterstanden. Die italienische Bezeichnung „luogo tenente“ (Statthalter) oder in Kirchenbüchern „Praefectus postae“, also Postvorsteher, im Gegensatz zum „magister postae“, einem Postmeister oder „postarius“, einem Posthalter umschreibt eher die Position eines Commis als das deutsche Wort Postverwalter. So wurden im Sprachgebrauch der Kaiserlichen Reichspost die eigenen Postmeister als Postverwalter bezeichnet, während die Postamtsvorsteher der konkurrierenden Landespostanstalten als Postmeister galten.
Ein Commis war direkt dem Generalerbpostmeister in der Brüsseler Zentrale unterstellt und berichtete an ihn. Als Organisator war er für den reibungslosen Ablauf im Postverkehr, die Betreuung der untergeordneten Poststationen, der dort tätigen Posthalter und die Einhaltung der Zeitvorgaben bei den Ordinari-Poststafetten zuständig.

## Übergeordnete Postämter mit einem Commis
Solche übergeordneten Postämter lagen anfangs häufig an Routen-Schnittpunkten, Streckenabschnitten oder Flussübergängen, wie die dörflichen Poststationen Rheinhausen gegenüber von Speyer und Lieser. Später, nach der nächtlichen Öffnung der Stadttore für die reitende Post wurden die meisten dörflichen Postämter aufgegeben und in Städte verlagert.
Hauptpostämter der Kaiserlichen Reichspost und am Niederländischen Postkurs, denen ein Commis vorstand, waren im 17. Jahrhundert
- Amberg (Regierungssitz des Kurfürsten von der Pfalz, Abfertigung und Weiterleitung der Österreichische Hofpost von und nach Prag)
- Antwerpen (Hauptpostkurs, Niederländische Postlinie)
- Augsburg
- Braunschweig
- Bremen
- Cannstatt (Hauptpostkurs, Herzog von Württemberg)
- Erfurt
- Frankfurt am Main
- Hamburg
- Hildesheim
- Kassel (bis zur Übergabe an die Hessische Landespost, zum Schluss eine „Commise“)
- Kitzingen
- Kleve
- Koblenz (seit 1651)
- Köln
- Leipzig (kurzfristig ab 1626, später eigene Sächsische Landespost)
- Lieser (Dorf, Niederländische Postroute, Postamt für Trier, Kurtrier und Veldenz, spätestens ab 1637 von einem Commis geleitet)
- Lindau (Grenzpunkt, Abfertigung und Weiterleitung der Postsendungen der Österreichischen Territorialpost)
- Lübeck
- Mainz (Kurmainz)
- Marburg
- München (Neugründung 1663)
- Münster (Westfälischer Friede 1648)
- Namur (Niederländische Postroute, Hauptkurs)
- Nürnberg
- Osnabrück (Westfälischer Friede 1648)
- Passau (Abfertigung und Weiterleitung der Postsendungen der Österreichischen Territorialpost)
- Regensburg (Reichstage, Immerwährender Reichstag ab 1663)
- Rheinhausen (Dorf, wichtigste Poststation zwischen Brüssel und Augsburg)
- Straßburg (bis zur Französischen Besetzung 1681)[3]
- Würzburg

Erst ab 1672 kam die Stadt Trier hinzu.

## Entwicklung im späten 18. Jahrhundert
Nach der Ausweitung des Briefverkehrs gab es seit dem 18. Jahrhundert auch bei der Kaiserlichen Reichspost städtische Oberpostämter, Immediat- und dirigierende Postämter, und die dörflichen Poststationen wie Lieser, denen ein Commis vorstand, wurden zu Posthaltereien degradiert oder aufgegeben. Das dirigierende Postamt Rheinhausen dagegen blieb trotz Schließungsvorhaben und der 1643 erfolgten Teilverlagerung nach Bruchsal auf Intervention der Franzosen wegen der Verbindung ins Elsass bis 1803 bestehen.